# Casa Bojons

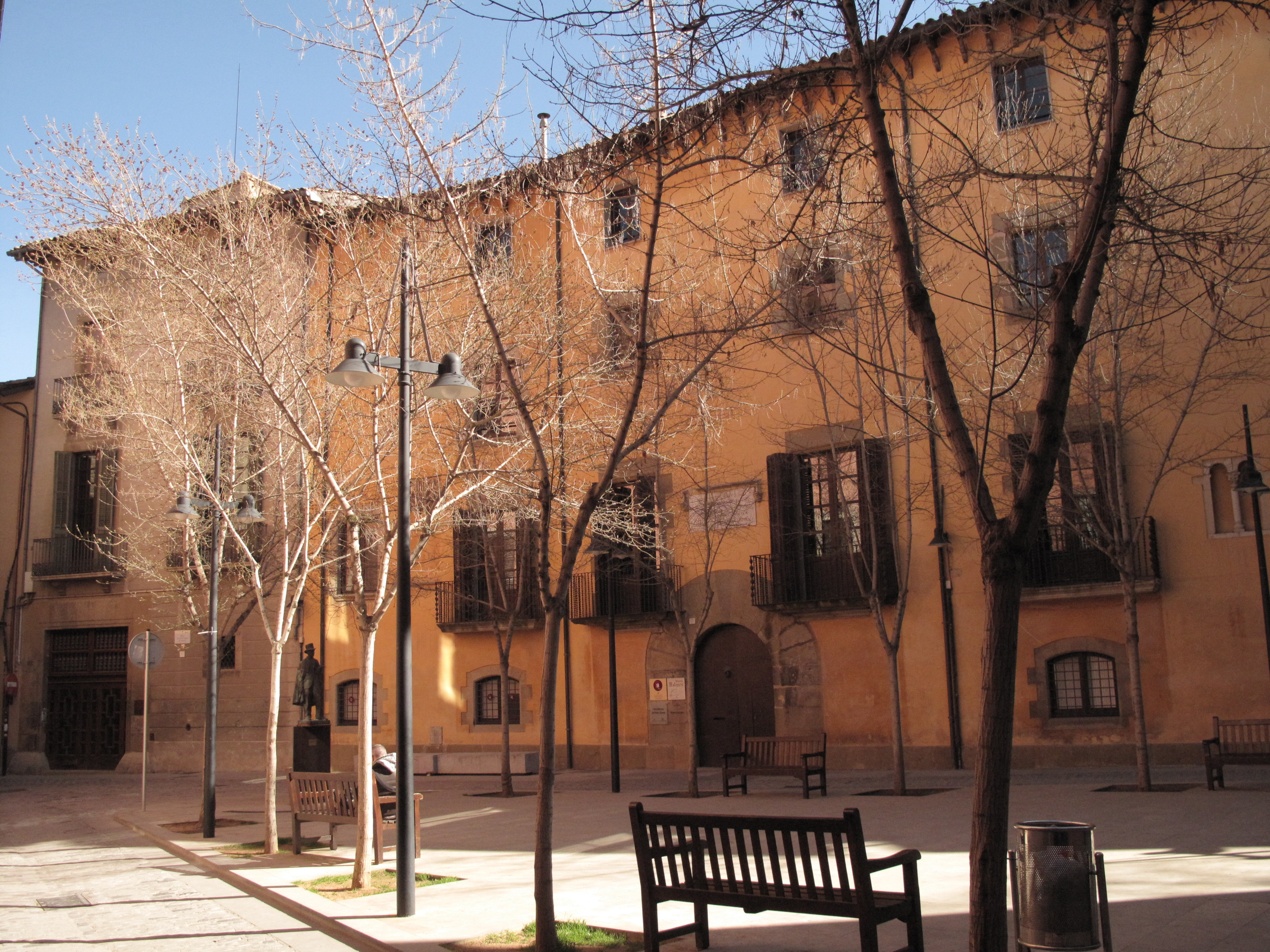
La casa Bojons

La casa Bojons, también conocida como casa Balmes, es una casa señorial de la época barroca que pertenece a finales del siglo XVII y principios del siglo XVIII, ubicada en Vich, capital de la comarca de Osona, y es conocida por acoger la cámara donde falleció el filósofo vigatano Jaume Balmes (1810-1848). Jaime Luciano Antonio Balmes Urpiá (en catalán Jaume Llucià Antoni Balmes i Urpià), conocido habitualmente como Jaime Balmes, nacido y fallecido en Vich, desarrolló un intenso trabajo en los campos religioso, filosófico, social y político. Está incluida en el Inventario del Patrimonio Arquitectónico de Cataluña.
Actualmente las dependencias dónde se han colocado las piezas de más interés histórico conforman el Museo Balmes, que consta de dos ámbitos: el espacio Balmes, con fotografías, grabados de la época y textos explicativos que permiten conocer la vida y comprender mejor su obra; y la cámara de Balmes, con los muebles originarios y las primeras ediciones de sus obras.  
El edificio es un conjunto señorial del siglo XVII que lleva el nombre de la familia Bojons, que fue propietaria del mismo hasta 1864. Actualmente la mayor parte del edificio se ha restaurado para uso de servicios educativos y municipales.